# Sandrasselhuggorm
Sandrasselhuggorm eller sandrasselorm (Echis carinatus), även kallad efa,  är en giftorm som lever i Mellanöstern, större delen av Central- och Sydasien men även i Afrika. Den är speciellt förekommande på den Indiska halvön där den räknas in bland Big Four, de fyra farligaste av de indiska ormarna. Fem underarter finns identifierade, där denna artikel beskriver nominatformen.

## Beskrivning
Sandrasselhuggormen blir cirka 38-80 cm lång men oftast inte längre än 60 cm. Den har ett tydligt päronformat huvud med rundad nos och högt placerade ögon. På huvudets ovansida finns oftast en korsformig teckning, som givit arten dess vetenskapliga namn (echis betyder "x"). Huvudformen gör att den kan se även när den gömmer sig i sanden. Kroppen är komplext mönstrad med vita, mörkkantade prickar längs med ryggen. Färgen och mönstret är ett effektivt igenkänningsskydd när den ligger i grus eller bland vissna växter.

## Utbredning och habitat
Ormen är utbredd i Asien. På Indiska halvön: Indien, Sri Lanka, Bangladesh och Pakistan. I Mellanöstern: Oman, östra Förenade arabemiraten, Irak och sydvästra Iran. I Centralasien: Afghanistan, Uzbekistan, Turkmenistan och Tadzjikistan.
Den lever i olika substrat som halvöken, torr gräsmark och klippterräng. Den hittas ofta gömd under lösa stenar.

## Beteende
Sandrasselhuggormen är väldigt aggressiv och har en benägenhet att bita direkt om den blir hotad eller blir trampad på. Sandrasselhuggormen kan gräva sig ner i jorden eller sanden. Sandrasselhuggormen är nattaktiv och ligger oftast gömd på dagen. Den har många fiender bland ormar, bland andra sandboan och den giftiga kraiten.

## Föda
Födan består normalt av levande smådjur som kräldjur och ödlor, skorpioner, möss, och större insekter.

## Giftet
Sandrasselhuggormens gift är ett hemotoxiskt gift som påverkar blodkropparna. Efter att giftet sprutats in orsakar det hopklumpning av blodkropparna vilket förtunnar blodet så att det inte längre kan koagulera och offret dör av inre blödningar om inte motgift ges snabbt. Svullnad, lokal vävnadsdöd, njursvikt, uppstötningar av blod, hypovolemi, blodstörtning, hematuri och näsblod är vanliga symptom efter ett ormbett. Nästan alla patienter drabbas av anuri.
Ormen orsakar upp till 100 000 dödsfall årligen inom sitt utbredningsområde, eftersom den är så talrik och har för vana att ligga halvt begravd i sanden.